# 阿倍広庭
阿倍 広庭（あべ の ひろにわ）は、奈良時代前期の公卿。右大臣・阿倍御主人の子。官位は従三位・中納言。

## 経歴
文武朝の慶雲元年（704年）前年に没した父・御主人の功封100戸の内の1/4を継ぐことが許される（当時の位階は従五位上）。和銅2年（709年）以前に正五位下、和銅4年（711年）正五位上、和銅6年（713年）従四位下に叙せられるなど、元明朝にて順調に昇進を果たす。
霊亀元年（715年）宮内卿、養老2年（718年）従四位上、養老5年（721年）には正四位下・左大弁に叙任されるなど、元正朝でも要職を務めながら引き続き順調に昇進する。養老6年（722年）参議に任ぜられて公卿に列し知河内和泉事も兼ねた。養老7年（723年）正四位上。
神亀元年（724年）聖武天皇の即位の前後に従三位に叙せられ、神亀4年（727年）中納言に任ぜられる。長屋王政権下では極端に議政官の異動が少ない中、広庭は非常に順調に昇進を果たしており、長屋王との関係が良好であったと見られる。神亀6年（729年）に発生した長屋王の変では、議政官が長屋王糾問に参画する中で広庭と藤原房前の二人のみがこれに加わらず、変後の論功行賞にも与からなかった。
天平4年（732年）2月22日薨去。享年74。最終官位は中納言従三位兼催造宮長官知河内和泉等国事。

## 人物
『懐風藻』に五言詩「春日宴に侍す」「秋日長王（長屋王）が宅にて新羅の客を宴す」2首を残している。また、『万葉集』に和歌4首、『拾遺和歌集』に和歌1首が採録されている。

## 官歴
注記のないものは『続日本紀』による。
- 慶雲元年（704年） 7月22日：見従五位上
- 時期不詳：正五位下
- 和銅2年（709年） 7月25日：見右中弁[7]。11月2日：伊予守
- 和銅4年（711年） 4月7日：正五位上
- 和銅6年（713年） 正月23日：従四位下
- 霊亀元年（715年） 5月22日：宮内卿
- 養老2年（718年） 正月5日：従四位上
- 養老5年（721年） 正月：正四位下[8]。6月26日：左大弁
- 養老6年（722年） 2月1日：参議。3月7日：知河内和泉国事
- 養老7年（723年） 正月10日：正四位上
- 神亀元年（724年） 2月4日[3]：従三位
- 神亀4年（727年） 10月6日：中納言
- 天平4年（732年） 2月22日：薨去（中納言従三位兼催造宮長官知河内和泉等国事）

## 系譜
- 父：阿倍御主人[2]
- 母：不詳
- 生母不明の子女
  - 男子：阿倍嶋麻呂（?-761）[9]
  - 女子：安倍大刀自 - 長屋王室[10]